# Geostationary Operational Environmental Satellite
Pour les articles homonymes, voir Goes (homonymie).

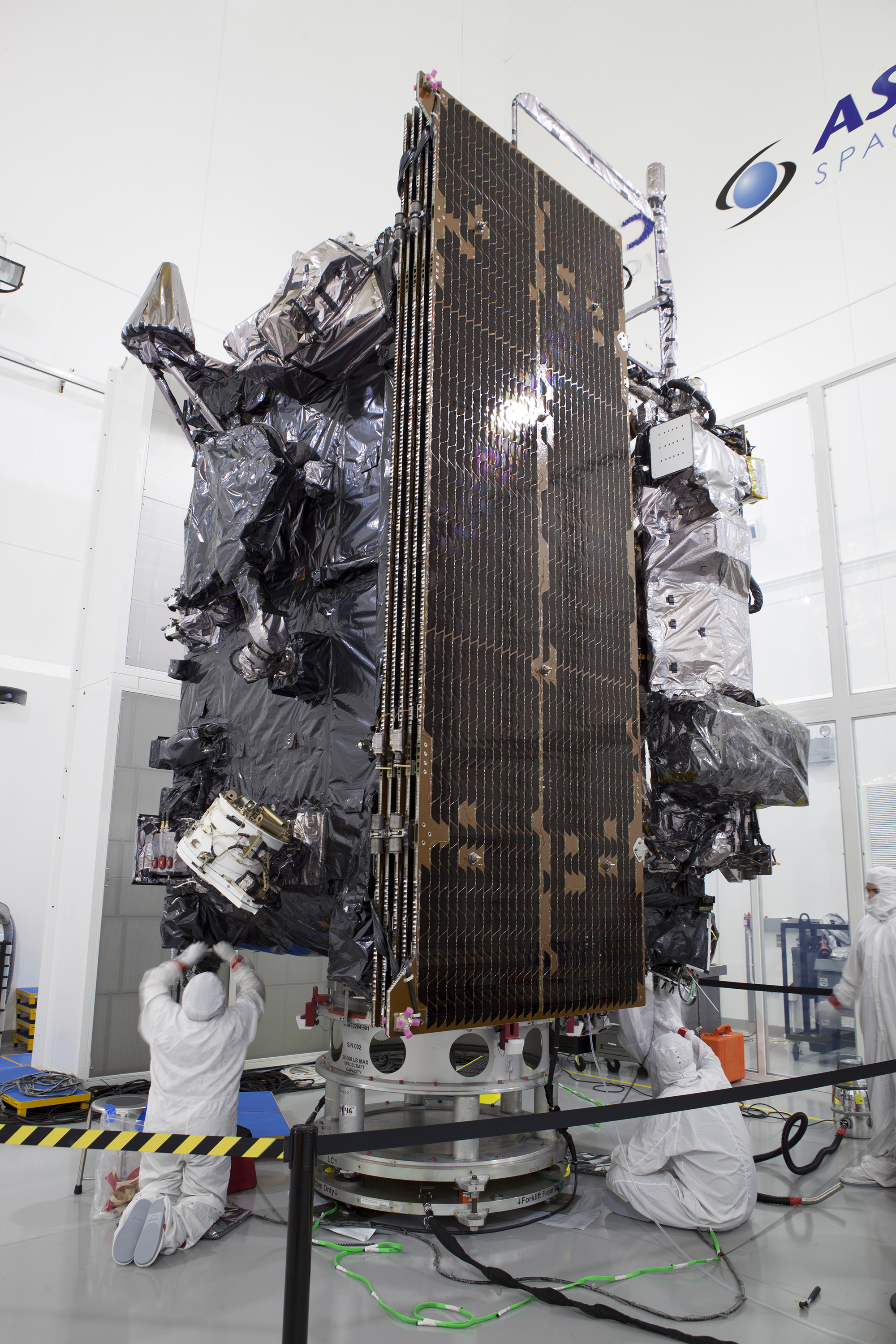
Le satellite GOES-16 (R), premier exemplaire de troisième génération des satellites GOES avant son lancement en 2016.

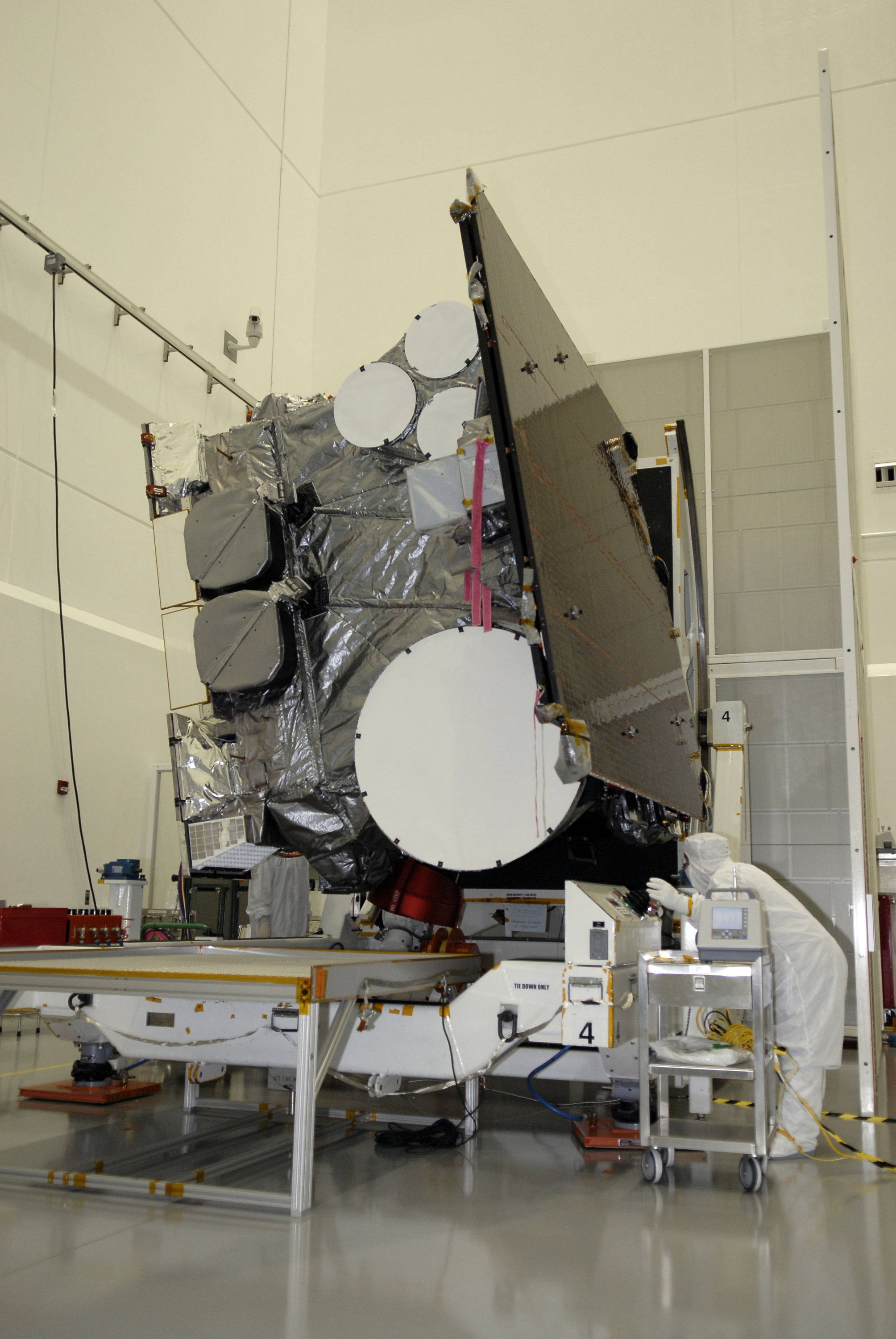
Le satellite GOES-14 de deuxième génération en 2009.

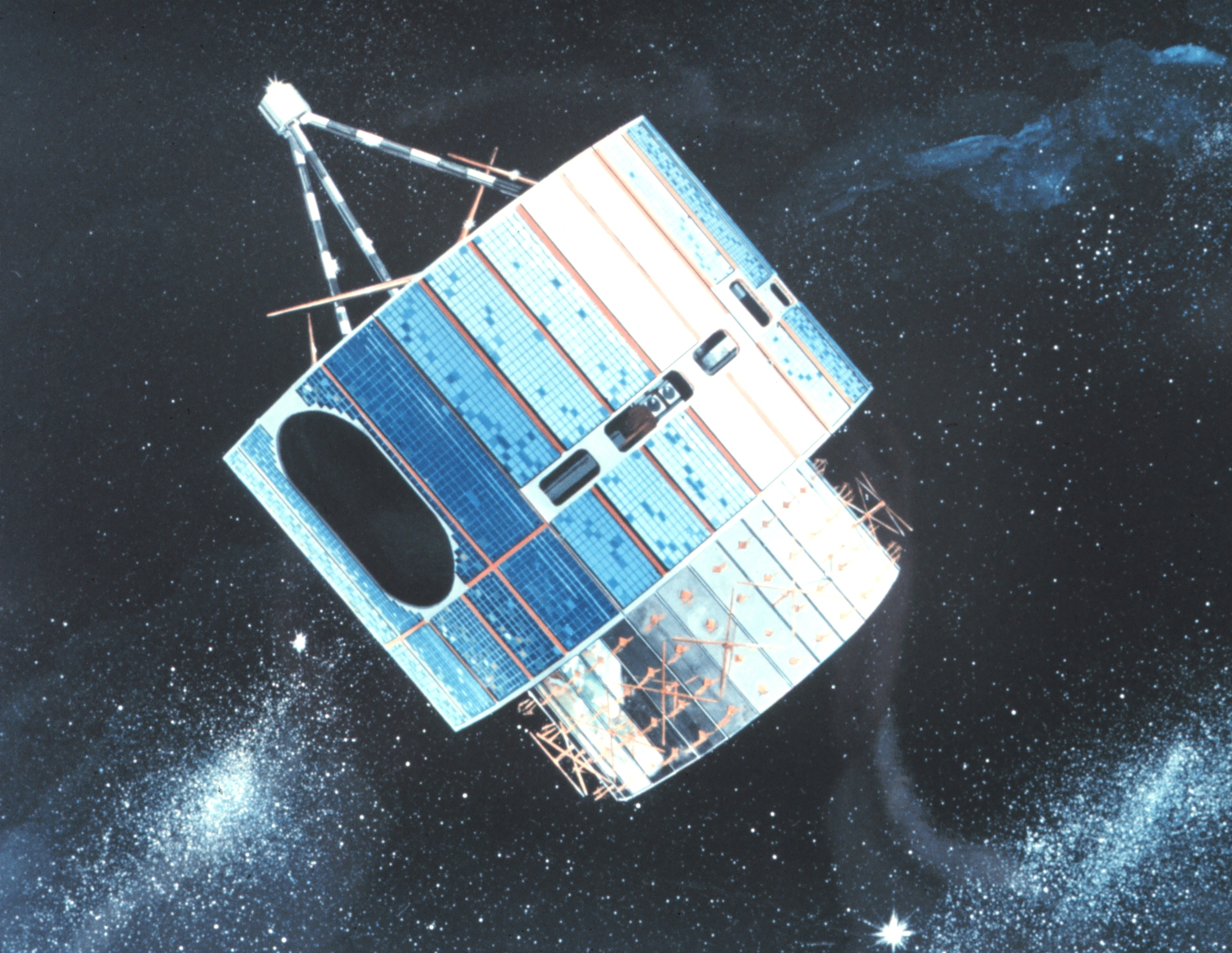
Le satellite GOES-2 de 1re génération en 1977.

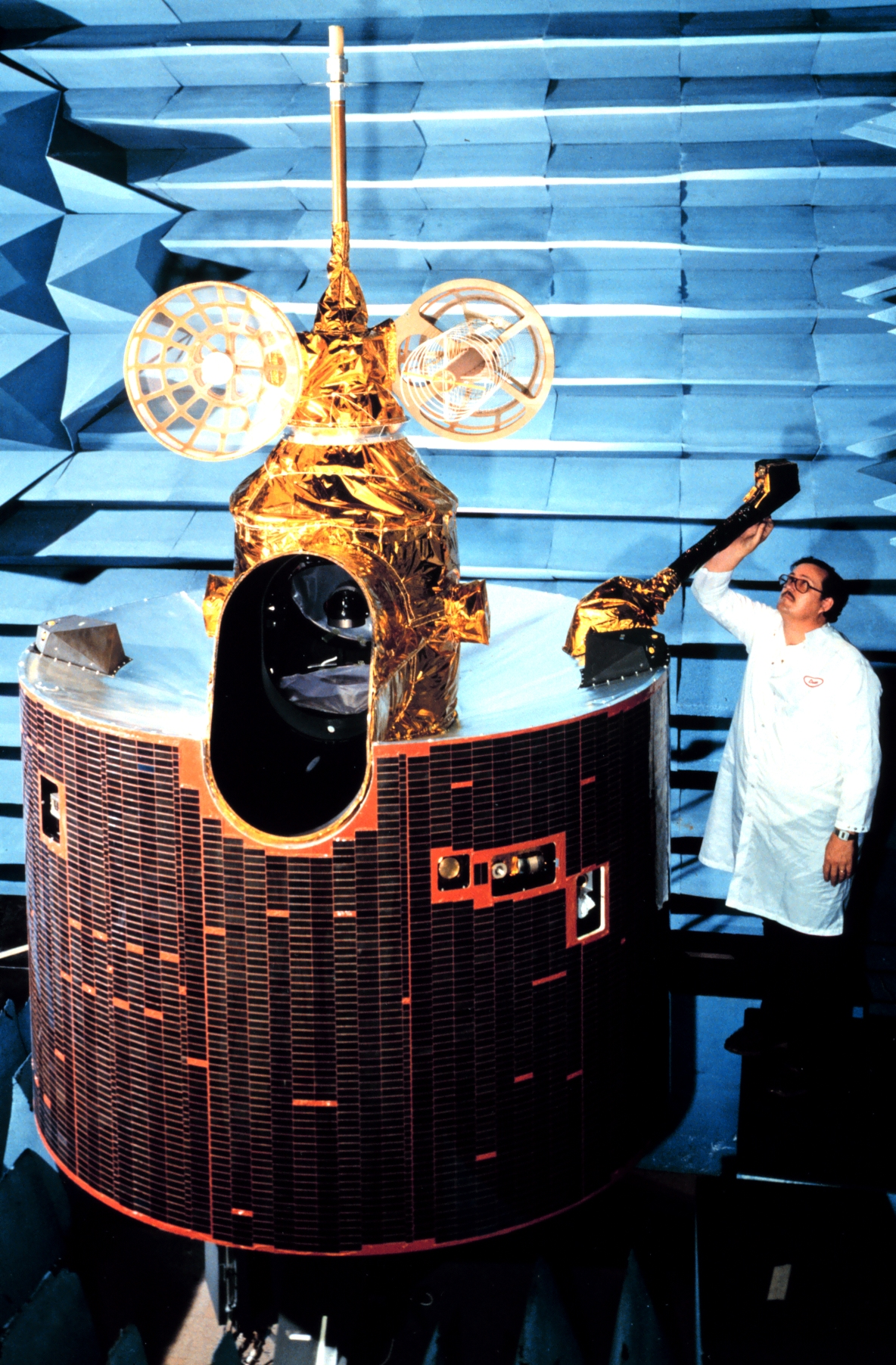
Le satellite GOES-4 de en 1980.

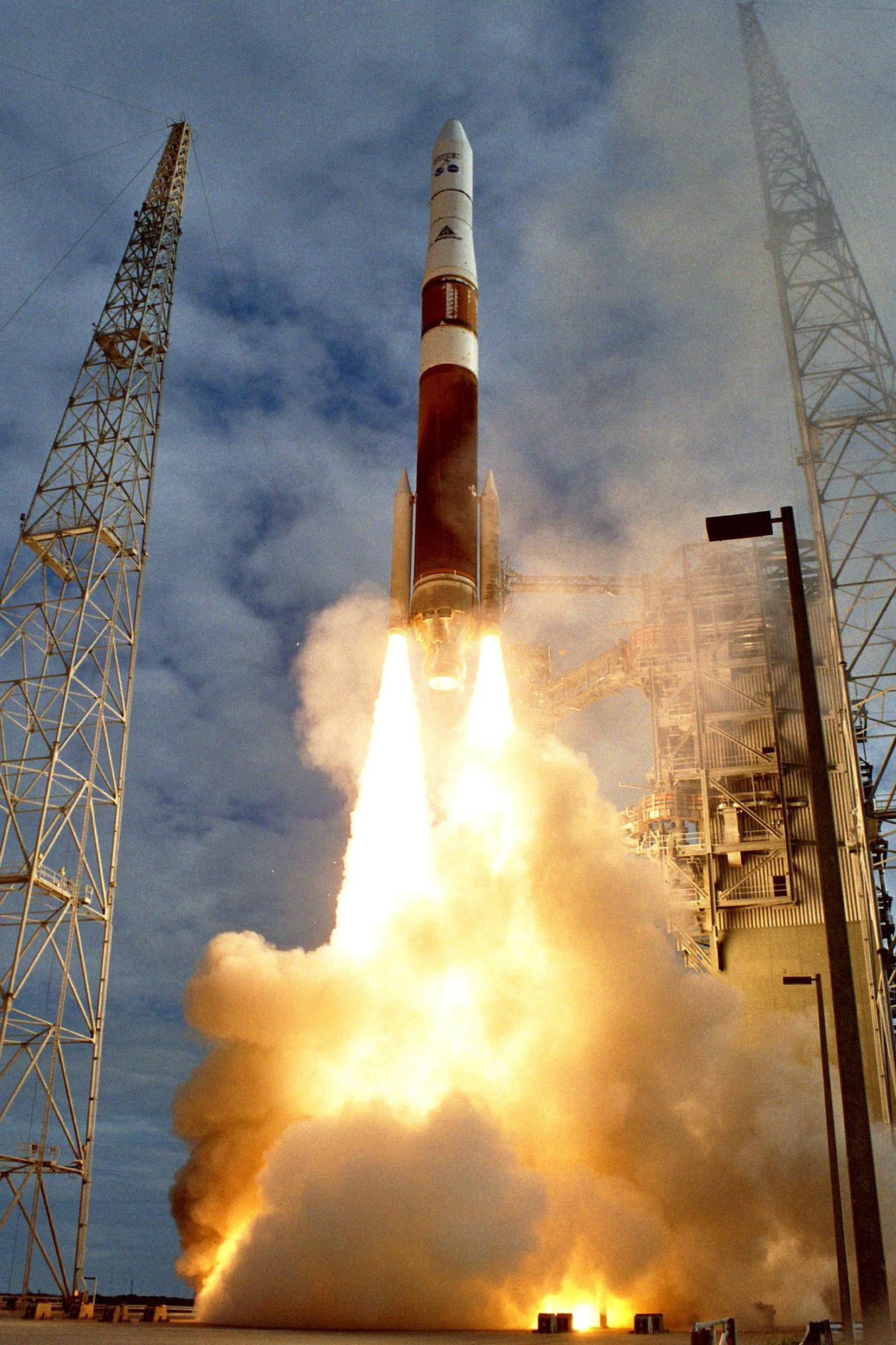
Le lancement de GOES-N par un lanceur Delta IV Medium+ (4,2), en 2006.

La série de satellites Geostationary Operational Environmental Satellite (GOES) constitue la principale famille de satellites météorologiques circulant en orbite géostationnaire utilisés par le National Weather Service (NWS), le service météorologique national des États-Unis. Deux de ces satellites occupent en permanence des positions fixes au niveau de l'équateur d'une part au-dessus du continent américain (GOES-Est) et d'autre part au-dessus de l'océan Pacifique (GOES-Ouest). Ils fournissent un flux continu d'images en lumière visible et infrarouge qui permettent de reconstituer les principales caractéristiques de la fraction de l'atmosphère terrestre et des masses océaniques observables depuis leur latitude (environ un tiers de la surface du globe). Ces données sont utilisées pour la prévision météorologique (prévision par les météorologistes et prévision numérique du temps) et la recherche. Ces satellites emportent également des instruments qui fournissent des données de météorologie de l'espace (flux de particules produits par le vent solaire) et sur le champ magnétique terrestre.
Les satellites GOES sont développés et placés en orbite par l'agence spatiale civile américaine, la NASA. Ils sont financés et gérés par la NOAA, l'agence américaine spécialisée dans le recueil des données météorologiques. Cette dernière gère le segment terrestre et se charge de compiler et diffuser les données auprès des différents utilisateurs nationaux et internationaux. Le premier satellite GOES est lancé en 1975. Trois générations de satellites aux performances croissantes sont développés. Les satellites de troisième génération, dont le premier exemplaire, GOES-R (GOES-16), est placé en orbite en novembre 2016, est un engin spatial de plus de 5 tonnes dont l'instrument principal ABI (Advanced Baseline Imager) fournit toutes les 5 minutes une image complète des caractéristiques de l'atmosphère du globe terrestre avec une résolution spatiale pouvant atteindre 500 mètres. Quatre exemplaires de cette série sont lancés. Le dernier de la série GOES est placé en orbite le 25 juin 2024. Le rôle des satellites GOES doit être repris progressivement par la famille des satellites GeoXO dont le déploiement doit débuter vers 2032.

## Historique
Le premier satellite géostationnaire consacré aux observations météorologiques, SMS-1, est développé et lancé par la NASA. Un deuxième satellite SMS-2 aux caractéristiques identiques est développé et opéré par la NASA. Par la suite, l'initiative développement, la rédaction du cahier des charges et l'exploitation des satellites est reprise par la NOAA, agence gouvernementale dédiée à la collecte et à l'exploitation des informations météorologiques créée en 1970. Au sein de la NOAA, c'est la division National Environmental Satellite, Data, and Information Service (NESDIS) qui gère les satellites, collecte, traite et distribue les données fournies par ceux-ci. Les satellites suivants sont désormais baptisés GOES (Satellites géostationnaires opérationnels d'étude de l'environnement). Le cahier des charges et le financement sont désormais du ressort de la NOAA mais le développement du segment spatial est pris en charge par la NASA.
Le premier satellite de la série GOES, GOES-1 est placé en orbite en 1975. Il fait partie d'une sous-série qui comprend trois satellites identiques aux SMS (GOES-1 à GOES-3 lancés entre 1975 et 1978) aux performances limitées. Il est stabilisé par rotation et ne peut effectuer des observations que durant 10 % de son temps. Les données fournies sont en deux dimensions (pas de sondage vertical de l'atmosphère). Il ne fournit aucune indication de l'épaisseur des nuages, de la proportion de vapeur d'eau, des variations de température selon l'altitude.
La génération suivante (GOES-4 à GOES-7 lancés entre 1980 et 1987) permet d'obtenir des profils verticaux de température et d'humidité. Les données recueillies permettent de fournir aux météorologues une image plus précise de l'intensité et de l'étendue des tempêtes, de détecter plus rapidement les évolutions et de prévoir des phénomènes comme le brouillard, les gelées, les tempêtes de poussière, les crues subites et les tornades. Toutefois les caméras et le sondeur atmosphérique utilisent la même optique ce qui ne permet pas aux deux instruments de recueillir des données simultanément.
GOES-I (GOES-8), lancé en 1994, est le premier exemplaire d'une nouvelle génération de satellites aux caractéristiques fortement améliorées sur tous les plans : résolution spatiale, quantité de données collectées et continuité de la collecte. La masse de l'engin spatial est multipliée par 3 passant de 800 à 2 200 kg. Cette série comprend 4 exemplaires lancés entre 1994 et 2001. L'amélioration des performances découle en partie de deux modifications : le satellite est désormais stabilisé sur 3 axes (son orientation est fixe dans l'espace) et les deux principaux instruments, la caméra (imageur) et le sondeur atmosphérique disposent chacun de leur optique ce qui permet un fonctionnement en parallèle. Les images prises sont situées avec une meilleure précision ce qui permet d'améliorer les prévisions des événements dangereux comme les orages et les tornades. Les observations programmées peuvent être interrompues pour se concentrer sur le suivi d'événements météorologiques locaux dangereux nécessitant des prévisions à court terme.
La NASA et la NOAA tentent au cours de la période 1992-1995 de définir une version entièrement nouvelle des satellites GOES. Mais ils constatent qu'il faut près d'une décennie pour concevoir, développer et fabriquer la nouvelle génération de satellites météorologiques géostationnaires. Aussi décident ils de prolonger la version existante. Les satellites GOES-13 à GOES-15, placés en orbite entre 2006 et 2010, constituent une simple évolution de la série précédente caractérisées par une meilleure résolution spatiale dans certaines longueurs d'onde,.
Le satellite GOES-R (GOES-16) placé en orbite en novembre 2016 constitue le premier exemplaire de troisième génération qui est envisagée dans les années 1990. L'établissement de ses spécifications débute en 2000. En 2001, les utilisateurs réunis à Boulder au Colorado, figent le cahier des charges qui prévoit des améliorations substantielles de la résolution spatiale, de la couverture et de la résolution spectrale, du taux de rafraîchissement des données et de la sensibilité radiométrique. La durée de vie est portée de 10 à 14 ans. La NASA sélectionne le constructeur Lockheed Martin en 2008 pour la construction de deux satellites plus deux autres en option. Le constructeur propose d'utiliser sa plate-forme A2100 déjà largement déployée sur des satellites de télécommunications placés en orbite géostationnaire. Le satellite doit avoir une masse à sec de 2 800 kg et disposer en fin de vie d'une puissance électrique de 4 kW. En mai 2012, le satellite passe la revue critique de définition. Le premier exemplaire de la série, GOES-R (GOES-16) est placé en orbite en novembre 2016. Le deuxième exemplaire, le satellite GOES-17 (GOES-S) est lancé début mars 2018.

## Mise en œuvre
Les données dans le visible et l'infrarouge provenant des satellites GOES sont interprétées par les météorologistes pour repérer les systèmes météorologiques et la structure de l'atmosphère. En temps réel, ils peuvent suivre à court terme l'évolution de dépressions, ouragans, orages ; ce qui permet d'émettre des avertissements ou des alertes. Grâce aux mesures de température par satellite, de vents et d'humidité venant des satellites GOES, qui sont injectées dans les modèles numériques de prévision, des cartes d'évolution de ces systèmes sont produites. Elles servent aux météorologistes dans la prévision à plus long terme et permettent de tenir un registre de température.
En mode recherche, les données accumulées sur des événements marquants comme l'ouragan Hugo en 1989 et les tornades du Midwest américain, peuvent conduire à une amélioration des techniques de prévision et des modèles.

Images produites par le satellite GOES-16
GOES-16 : photos de l'hémisphère combinant l'image de plusieurs canaux.
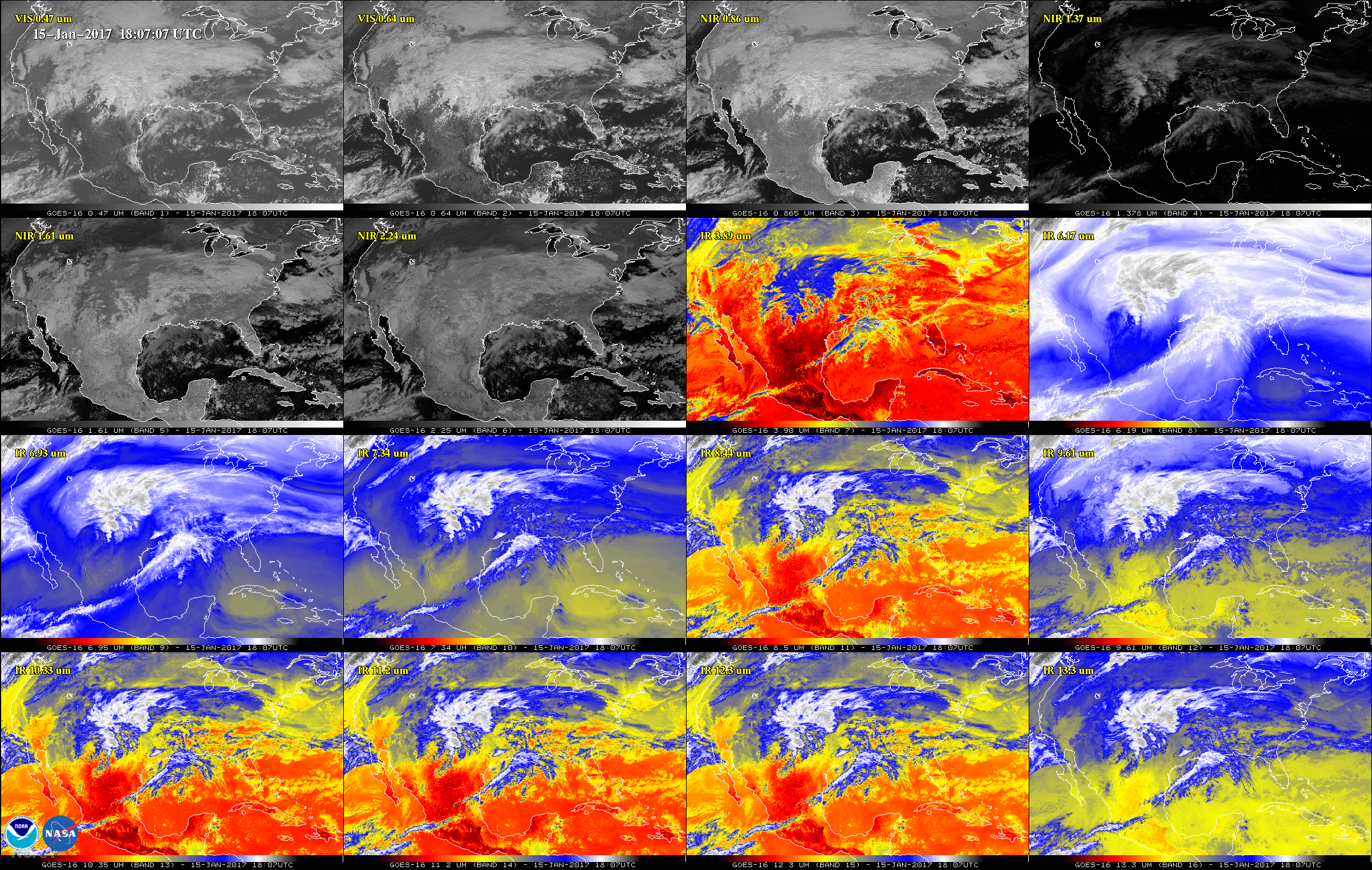
GOES-16 : photos des États-Unis prises par l'imageur ABI dans les 16 longueurs d'onde disponibles du visible à l'infrarouge moyen permettant de distinguer la présence des nuages, de la vapeur d'eau, des particules, de la glace et des cendres volcaniques.
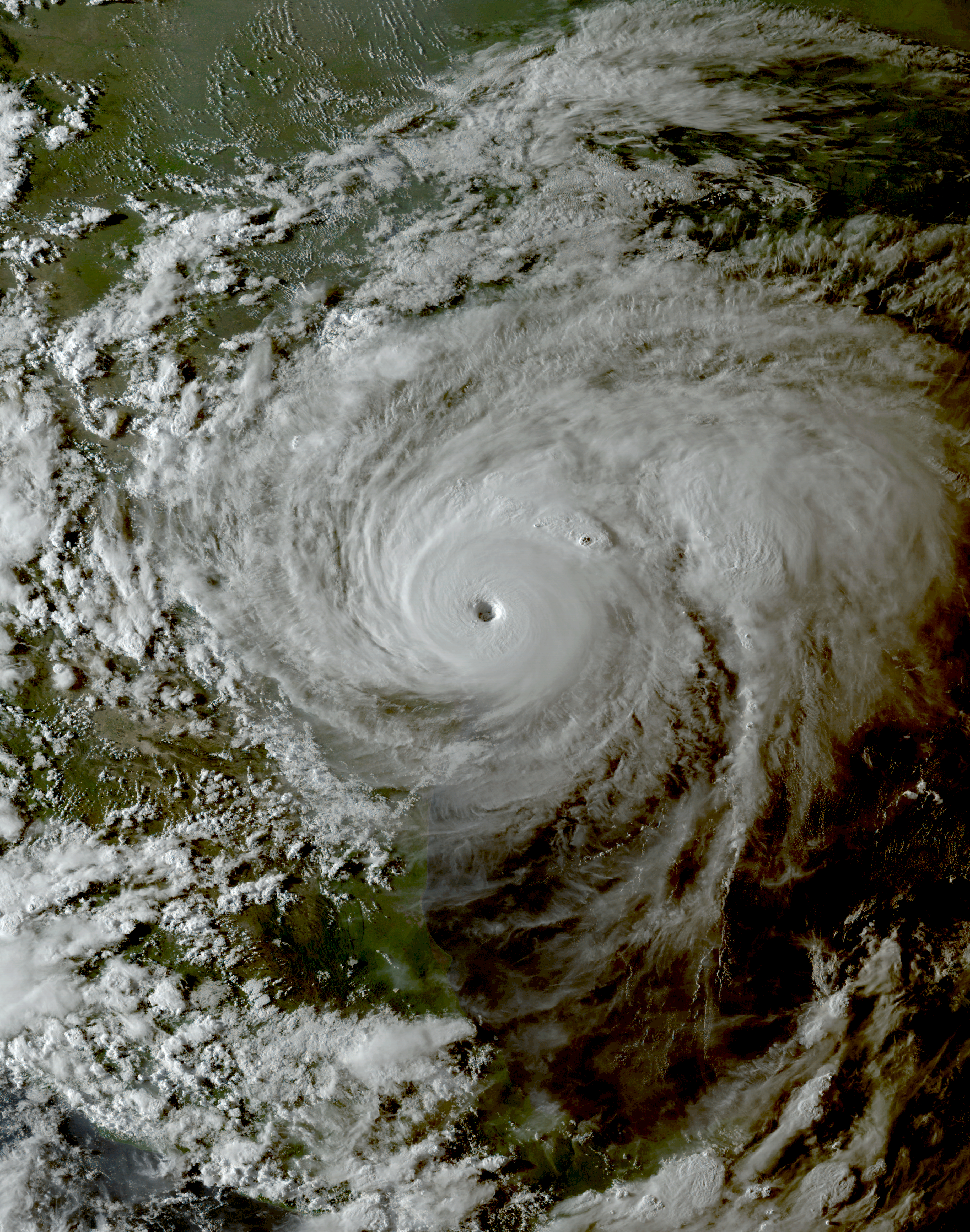
GOES-16 : photo du l'ouragan Harvey en 2017.

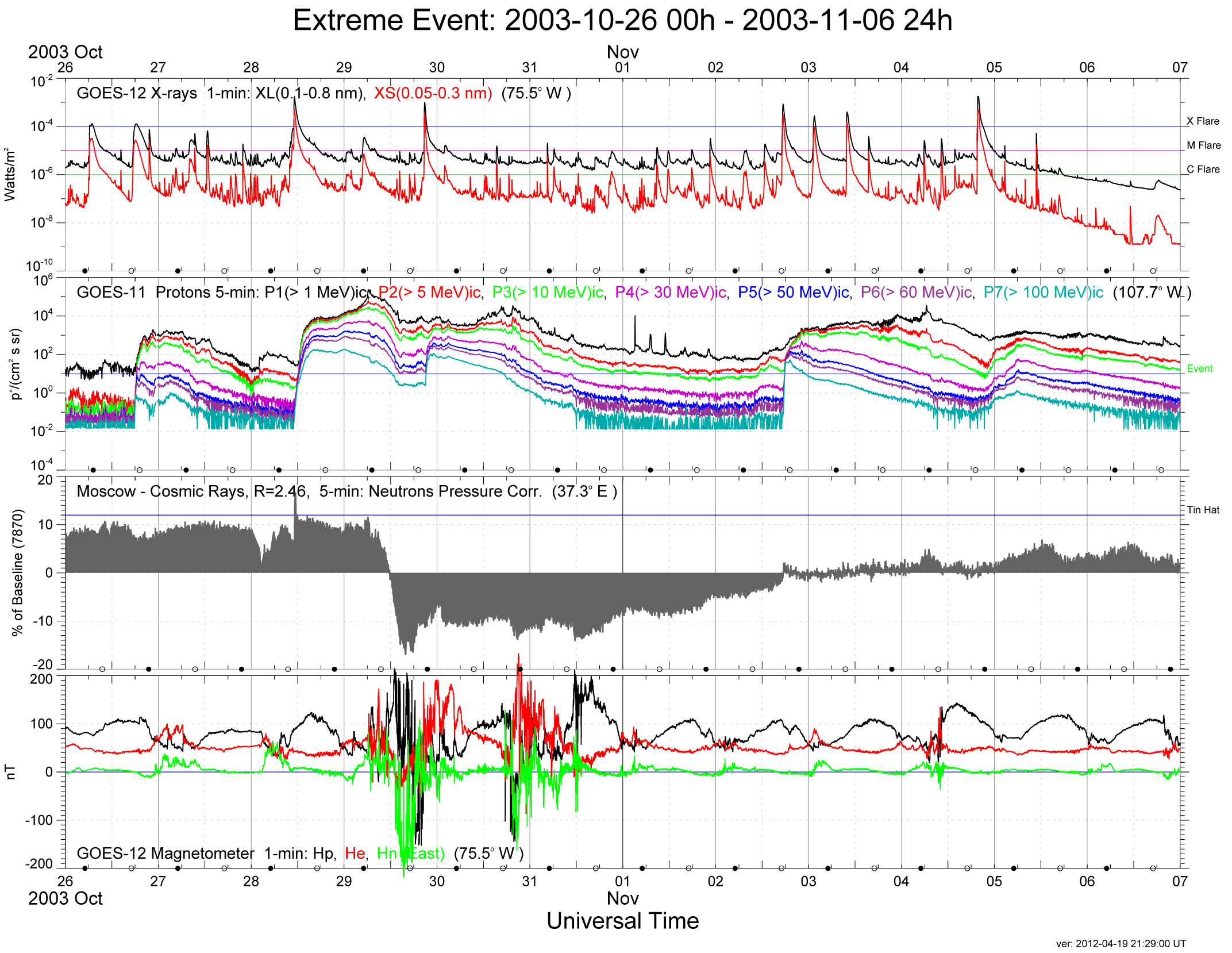
La tempête solaire du 23 octobre 2003 mesurée par les instruments de GOES-11 : graphique du haut flux de proton, graphique du bas : champ magnétique terrestre.

Les satellites GOES sont placés en orbite géostationnaire à 35 790 km de la surface de la Terre. Ils sont stationnés au-dessus d'un point particulier afin de couvrir en continu la même portion du globe 24 heures par jour. La série a connu plusieurs générations, la présente génération commence par le satellite GOES-I. Les premiers satellites GOES pèsent environ 300 kg alors que la génération construite en 2011 dépasse les 3 000 kg.
Ces satellites sont stabilisés et pointent leurs instruments en permanence vers la Terre en continu grâce à un système de gyroscopes à trois axes. La mission principale de ces satellites étant la météorologie, ils transportent deux types de capteurs :
- Un radiomètre imageur qui peut capter plusieurs longueurs d'onde du spectre électromagnétique dans le visible et l'infrarouge.
- Un sondeur qui effectue à distance un sondage aérologique de l'atmosphère terrestre pour en tirer la structure de température et d'humidité.

Ces capteurs prennent un certain temps pour acquérir les données sur la partie du globe qu'ils regardent. Chaque partie est sondée selon la résolution des instruments qui est actuellement de 1 km2 sous le point satellitaire et diminue en allant vers les bords du disque terrestre à cause de l'angle de visée.
Actuellement, les satellites GOES fournissent une série d'images toutes les 15 minutes mais en limitant la zone couverte, la fréquence peut être augmentée pour atteindre une série toutes les 7 minutes et demie. Lorsqu'un ouragan ou une tornade frappe l'Amérique du Nord, c'est cette fréquence qui est requise, ce qui oblige à limiter la fenêtre de données au sud du Canada, aux États-Unis et aux Antilles, la majorité de l'Amérique du Sud n'étant plus couverte que toutes les trois heures. Comme cette situation se produit 40 % du temps durant la saison des ouragans et des tornades, le satellite GOES-10 est positionné au-dessus de l'Amazone en octobre 2006 pour y remédier, à condition que GOES-N fonctionne normalement pour prendre sa place.
Certains instruments secondaires font partie de l'appareil. On note le système de collection de données, le système de transmission et le système de surveillance des conditions d'opérations. Ce dernier suit les fonctions vitales du satellite grâce à un magnétomètre, un détecteur de rayons X, un détecteur de protons énergétiques et un détecteur de particules alpha. Finalement, les satellites GOES ont deux localisateurs de balises de détresse utilisé pour la recherche et sauvetage du centre de sauvetage de la US Air Force.

## Caractéristiques techniques
| Caractéristiques       | GOES A-C (1-3)         | GOES D-H (4-7)                     | GOES I-M (8-12)      | GOES N-P (13-15)                                                                                                   | GOES R-U (16-19) |
| ---------------------- | ---------------------- | ---------------------------------- | -------------------- | --- | --- |
| Génération             | Première génération    | + sondage atmosphériques verticaux | Deuxième génération  | Évolution de la deuxième génération                                                                                | Troisième génération                                                                                                |
| Date lancement         | 1975-1978              | 1980-1987                          | 1994-2001            | 2006-2010 | 2016-2024 |
| Constructeur           | Philco-Ford            | Hughes                             | Space Systems/Loral  | Boeing | Lockheed Martin |
| Plateforme             |                        | HS-371                             | SSL-1300             | BSS-601 | A2100A |
| Masse (à sec)          | 627 kg (295 kg)        | 836 kg (399 kg)                    | 2 015-2 279 kg       | 3 133 kg (1 800 kg)                                                                                                | 5 192 kg (2 857 kg)                                                                                                 |
| Durée de vie           |                        |                                    |                      | 10 ans | 15 ans |
| Attitude               | Stabilisé par rotation | Stabilisé par rotation             | Stabilisé sur 3 axes | Stabilisé sur 3 axes                                                                                               | Stabilisé sur 3 axes                                                                                                |
| Principaux instruments | VISSR                  | VAS                                | Imageur, Sondeur     | Imageur, Sondeur                                                                                                   | ABI, ABS |
| Performances imageur   |                        |                                    |                      | Résolution spatial imageur 1 à 8 km Image de l'hémisphère toutes les 26 minutes Précision pointage 42 microradians | Résolution spatial imageur 0,2 à 2 km Image de l'hémisphère toutes les 5 minutes Précision pointage 28 microradians |

### Première génération: les satellites SMS
La première génération des satellites GOES est constituée par les satellites Synchronous Meteorological Satellite (SMS) développés par la NASA. Ces satellites d'environ 600 kg sont stabilisés par rotation (100 tours par minute). Ils emportent un radiomètre infrarouge VISSR (Visible Infrared Spin-Scan Radiometer) qui fournit toutes les 20 minutes des images en noir et blanc de la couverture nuageuse de jour comme de nuit et mesure la luminance énergétique de l'atmosphère terrestre. Le satellite emporte également un instrument qui mesure les flux de protons, électrons et rayons X qui fournissent des informations sur l'activité solaire (météorologie spatiale) ainsi qu'un magnétomètre. Le satellite est un cylindre d'une largeur maximale de 190,5 cm haut de 230 cm. Le capteur du magnétomètre est situé à l'extrémité d'une perche longue de 83 cm. Le corps du satellite est tapissé de cellules solaires qui fournissent l'énergie électrique nécessaire au fonctionnement du satellite.
La série comprend trois satellites GOES-1 à GOES-3 (GOES-A à GOES-C) aux caractéristiques identiques aux deux premiers satellites SMS de la NASA. Les satellites GOES-4 à -7 disposent d'une version évoluée de l'instrument VISS. L'instrument VAS (Visible and Infrared Atmospheric Sounder) fournit un profil de température vertical de l'atmosphère qui permet de reconstituer une image tri-dimensionnelle de sa structure. Sa résolution spatiale atteint 0,9 km dans le visible et 6,9 km en infrarouge.

### Deuxième génération: GOES-I à GOES-P
Contrairement aux satellites de première génération, les satellites GOES-I à GOES-P sont stabilisés sur 3 axes (leur orientation est fixe dans l'espace). Les dimensions du corps central de forme parallélépipède sont 2 x 2,1 x 2,3 mètres mais ces dimensions sont portées à 26,9 x 5,9 x 4,9 mètres une fois que les panneaux solaires et les antennes sont déployés. Le satellite est conçu pour une durée de vie de 7 ans et une durée de vie opérationnelle de 5 ans. Le système de contrôle d'attitude permet de maintenir la position avec une précision de 0,5° en latitude et en longitude. Sur la plate-forme FS-1300 de Space Systems/Loral est fixée une aile portant des panneaux solaires qui peut tourner pour maintenir une orientation optimale par rapport au Soleil. Les cellules photovoltaïques fournissent au minimum 1 057 watts. Une perche longue de 17 mètres supporte une petite aile solaire de forme conique qui est chargée de contrebalancer la poussée de la pression radiative du Soleil sur les panneaux solaires. Un volet orientable fixé au bout du panneau solaire est utilisé pour ajuster finement l'équilibre du satellite. Le satellite a une masse au lancement de 2 105 kg et une masse à vide de 977 kg. Il emporte 1 128 kg d'ergols.
La sous-série GOES-M à GOES-P a une masse au lancement de 2 270 kg pour une masse à vide de 1 042 kg. Les satellites emportent deux séries instruments de seconde génération :
- L'imageur fournit des images dans cinq longueurs d'onde (visible, infrarouge moyen et thermique) avec une résolution spatiale de 28 (lumière visible) à 112 km (infrarouge). Il fournit une image complète de l'hémisphère toutes les 25 minutes ou des images partielles (3 000 km x 3 000 km) toutes les 3,1 minutes. La précision de pointage est de 4 km au nadir.
- Le sondeur atmosphérique fonctionne dans 19 longueurs d'onde et fournit des images avec une résolution spatiale de 8 km.

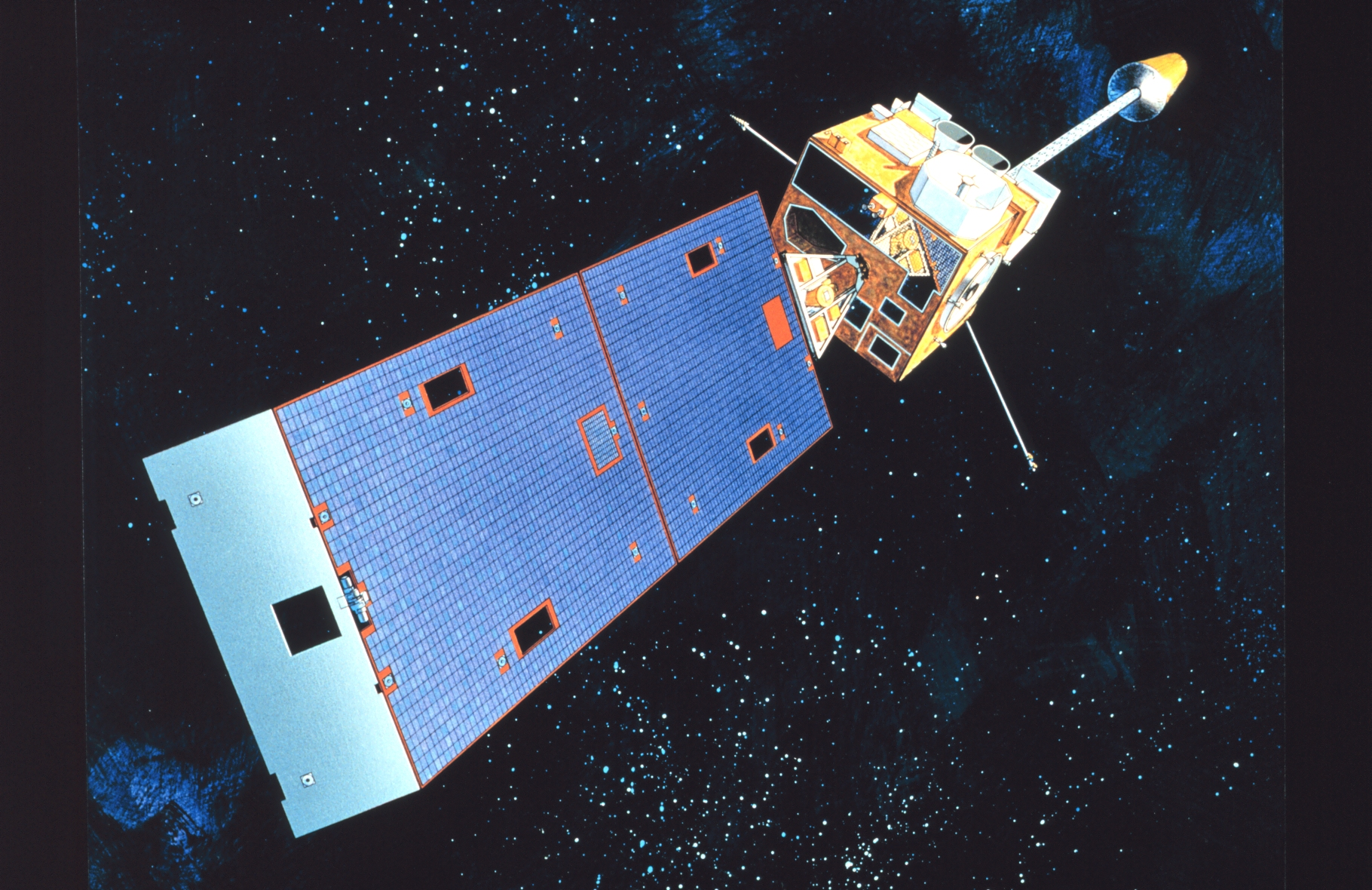
Le satellite GOES-12 : vue d'artiste d'un satellite de deuxième génération.

### Troisième génération: GOES-R à GOES-U
GOES-R est le premier exemplaire de troisième génération des satellites météorologiques géostationnaires américains. Le premier exemplaire GOES-R (GOES-16) est placé en orbite en novembre 2016. Un second exemplaire est lancé en mars 2018. Le quatrième et dernier satellite de la série est placé en orbite le 25 juin 2024. Ces satellites disposent des capacités suivantes, :
- L'instrument ABI fournit des images en lumière visible et en infrarouge de l'ensemble de l'hémisphère toutes les 5 minutes avec une résolution de 500 mètres en lumière visible et de 1  à   2 km dans le reste de la bande spectrale (Advanced Baseline Imager - ABI).
- Couverture simultanée de plusieurs zones touchées par des phénomènes météorologiques graves toutes les 30 secondes sans interruption de la couverture globale de l’hémisphère.
- Détection et cartographie de la foudre (Geostationary Lightning Mapper - GLM).
- Recueil en continu de données sur l'environnement spatial :
  - Mesure du champ magnétique terrestre (Magnetometer - MAG).
  - Détection des particules provenant de la magnétosphère, les ions à haute énergie, les protons solaires et galactiques (Suite d'instruments Space Environment In-Situ Suite - SEISS)
  - Détection des rayons X, gamma (γ) (EUV and X-Ray Irradiance Sensors - EXIS) et ultraviolet (Solar Ultraviolet Imager - SUVI).
- Le dernier satellite GOES-R/19, placé en orbite en 2024, emporte un instrument supplémentaire destiné à observer le Soleil : CCOR (Compact Coronagraph) a pour objectif de détecter les éruptions solaires et les éjections de masse coronale qui affectent la météorologie spatiale. Il s'agit de prendre la suite des observations effectuées par le satellite Solar and Heliospheric Observatory lancé il y a 30 ans et qui ne devrait plus rester opérationnel très longtemps.

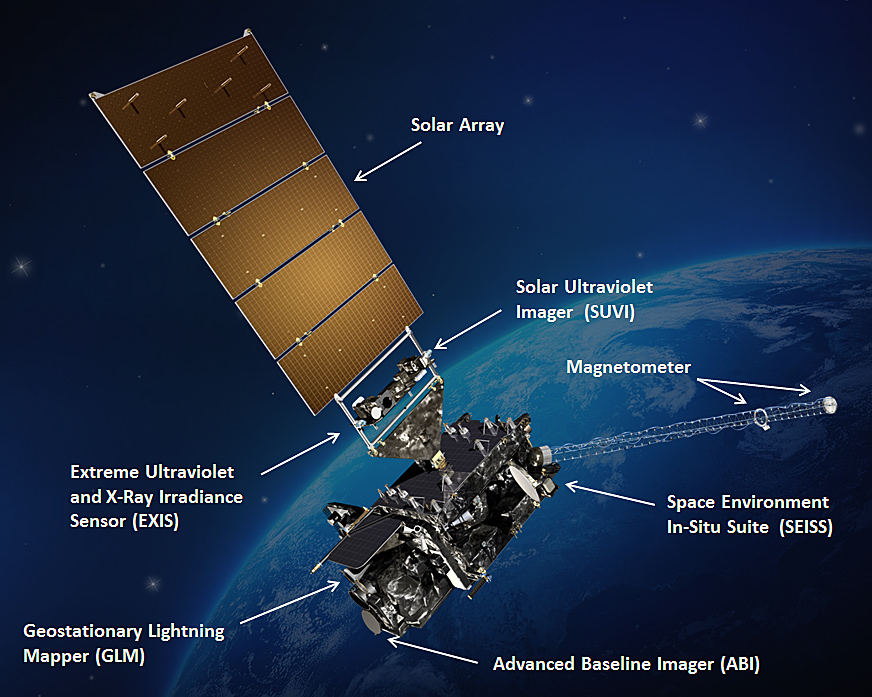
Vue d'artiste du satellite GOES-R : position des principaux instruments.

## Successeurs des GOES: la série des GeoXO
Les satellites GeoXO  doivent succéder aux GOES-R. Le développement de cette nouvelle famille a été approuvé en juillet 2021 par l'opérateur des satellites météorologiques civils américains, la NOAA et la NASA responsable du développement du segment spatial. Le déploiement en orbite des GeoXO doit débuter en 2032 et ils doivent rester opérationnels jusqu'en 2055. La constellation GeoXO comprendra trois satellites positionnés au-dessus des Etats-Unis (nouvelle position) ainsi qu'à l'est et à l'ouest du pays (positions occupées par les satellites GOES). Les instruments emportés par chaque satellite dépendront de la position occupée en orbite. Les instruments développés pour la constellation sont,, :
- GeoXO Imager (GXI) une caméra effectuant des images dans 18 bandes spectrales en lumière visible et proche infrarouge soit deux canaux supplémentaires (0,91 et 5,15 microns) par rapport à l'instrument ABI emporté par les satellites GOES-R. La résolution spatiale dans la bande spectrale 3,9 microns passe de 2 kilomètres à 1 kilomètre[13].
- GeoXO Ocean Color Instrument (OCX) est un radiomètre hyperspectral dont les observations s'étendent de l'ultraviolet au proche infrarouge avec une résolution spatiale de 390 mètres. Il s'agit d'un instrument embarqué pour la première fois sur une orbite géostationnaire qui doit permettre d'obtenir des données une fois toutes les trois heures au lieu d'une fois par jour sur les satellites circulant en orbite basse (instrument VIIRS des satellites JPSS et satellite PACE. Sa résolution spectrale est également supérieure[14].
- GeoXI Sounder (GXS) est un sondeur infrarouge hyperspectral qui doit fournir des images en temps réel de la distribution vertical de l'humidité atmosphérique, des vents et de la température. Les sondeurs atmosphériques dont dispose actuellement la NOAA sont embarqués sur des satellites circulant en orbite basse et ne fournissent des informations sur une région donnée qu'une fois par jour et ne comportent que 18 bandes spectrales. GXS permettra d'obtenir des informations toutes les 30 minutes dans 1550 bandes spectrales[15].
- GeoXO Lightning Mapper (LMX) est un détecteur optique mono canal qui doit détecter, localiser et mesurer l'intensité, la durée et l'étendu des éclairs. La résolution spatiale de LMX est supérieure à celle de l'instrument GLM des satellites GOES-R[16].
- GeoXO ACX (ACX)  est un spectromètre hyperspectral effectuant ses observations en lumière visible dans l'ultraviolet. Il s'agit d'un nouvel instrument qui fournira toutes les heures une cartographie des polluants émis dans l'atmosphère par les centrales thermiques, l'industrie, les installations d'extraction du gaz et du pétrole, les volcans, les incendies ainsi que les polluants secondaires générés par ces émissions une fois celles-ci libérées dans l'atmosphère[17].

## État du parc de satellites (mise à jour au 15 août 2019)
La NOAA dispose en permanence de deux satellites opérationnels de la série GOES en orbite géostationnaire qui occupent deux des cinq positions définies en 1961 par l'Organisation météorologique mondiale pour assurer la Veille météorologique mondiale (ces positions comprennent également la longitude 0° occupée par un des satellites européens de l'organisation EUMETSAT, la longitude 140° occupée par un satellite japonais Himawari et la longitude 75° occupée par un satellite indien INSAT) : GOES-Est est situé à la longitude 75°Ouest (au-dessus du continent américain) et fournit les principales informations météorologiques concernant les États-Unis. GOES-Ouest est positionné au-dessus de l'océan Pacifique à la longitude 135°Ouest. La couverture globale assurée par ces deux satellites s'étend de la longitude 20° Ouest à la longitude 165°Est  L'agence américaine dispose également d'un satellite de réserve prêt à remplacer un des deux satellites opérationnels en cas de défaillance. Celui-ci positionné à la longitude 105° Ouest.
En mars 2018, la NOAA dispose en orbite de quatre satellites GOES opérationnels :
- GOES-13 qui occupe la position GOES-Est est remplacé fin 2017 par GOES-16 et est placé en réserve.
- GOES-14 (en) placé en orbite le 7 juillet 2009 est en réserve.
- GOES-15 (en) placé en orbite le 4 mars 2010 occupe la position GOES-Ouest.
- GOES-16 (en) placé en orbite le 19 novembre 2016 occupe la position GOES-Est depuis fin 2017.

GOES-17 lancé le 1er mars 2018 doit être à son tour opérationnel à compter du deuxième semestre 2018. Selon la planification établit en janvier 2018, il est rejoint par les deux autres satellites de la série GOES-R aux dates suivantes : GOES-T dont le lancement est pour septembre 2020 et GOES-U en orbite pour 2024.

## Historique des lancements des satellites GOES
Par convention, le nom des satellites GOES comporte avant leur lancement un suffixe de type lettre (exemple GOES-A) qui se transforme en chiffre si la mise en orbite est un succès (GOES-1).
| Satellite              | Génération | Date de lancement | Lanceur          | Identifiant COSPAR | Début et fin utilisation | Autre information                                                       | Statut, |
| ---------------------- | ---------- | ----------------- | ---------------- | ------------------ | ------------------------ | ----------------------------------------------------------------------- | --- |
| SMS-1                  | 1          | 17 mai 1974       | Delta 2914       | 1974-033A          |                          | Géré par la NASA                                                        | Retiré du service en janvier 1981                                                                                      |
| SMS 2                  | 1          | 6 février 1975    | Delta 2914       | 1975-011A          |                          | Géré par la NASA                                                        | Retiré du service |
| GOES-1 (GOES-A, SMS-C) | 1          | 16 octobre 1975   | Delta 2914       | 1975-100A          |                          | Premier satellite géré par la NOAA                                      | Retiré du service en février 1985                                                                                      |
| GOES-2 (GOES-B)        | 1          | 16 juin 1977      | Delta 2914       | 1977-048A          |                          |                                                                         | Retiré du service en 1993                                                                                              |
| GOES-3 (GOES-C)        | 1          | 16 juin 1978      | Delta 2914       | 1978-062A          | 1978-1993                | Utilisé après 1993 comme relais pour la base de recherche au pôle Sud   | Retiré du service en 2016                                                                                              |
| GOES-4 (GOES-D)        | 1b         | 9 septembre 1980  | Delta 3914       | 1980-074A          |                          |                                                                         | Retiré du service en 1988                                                                                              |
| GOES-5 (GOES-E)        | 1b         | 22 mai 1981       | Delta 3914       | 1981-049A          |                          |                                                                         | Retiré du service le 18 juillet 1990                                                                                   |
| GOES-6 (GOES-F)        | 1b         | 28 avril 1983     | Delta 3914       | 1983-041A          |                          |                                                                         | Retiré du service en 1989 à la suite d'une défaillance de sa plate-forme                                               |
| GOES-G                 | 1b         | 3 mai 1986        | Delta 3914       | 1986-F04           |                          |                                                                         | Échec du lancement |
| GOES-7 (GOES-H)        | 1b         | 28 avril 1987     | Delta 3914       | 1987-022A          | 1987-1996                | Utilisé à compter de 1999 comme satellite de télécommunications         | Retiré du service en 2012                                                                                              |
| GOES-8 (GOES-I)        | 2          | 13 avril 1994     | Atlas-Centaur    | 1994-022A          |                          |                                                                         | Retiré du service en 2004                                                                                              |
| GOES-9 (GOES-J)        | 2          | 23 mai 1995       | Atlas-Centaur    | 1995-025A          | -1998                    | Satellite de secours du satellite GMS-5 (Japon) à partir de 2003        | Retiré du service en 2009                                                                                              |
| GOES-10 (GOES-K)       | 2          | 25 avril 1997     | Atlas-Centaur    | 1997-019A          | 1998-2009                | En 2011, sans doute victime d'un impact sur son orbite de stationnement | Retiré du service en novembre 2009                                                                                     |
| GOES-11 (GOES-L)       | 2          | 3 mai 2000        | Atlas IIA        | 2000-022A          | 2006-2011                |                                                                         | Retiré du service en décembre 2011                                                                                     |
| GOES-12 (GOES-M)       | 2          | 23 juillet 2001   | Atlas IIA        | 2001-031A          | 2003-                    | Ergols épuisés                                                          | Retiré du service en 2013                                                                                              |
| GOES-13 (GOES-N)       | 2b         | 24 mai 2006       | Delta IV M+(4,2) | 2006-018A          | 2010-                    |                                                                         | Transféré à l'Armée de l'Air                                                                                           |
| GOES-14 (GOES-O)       | 2b         | 27 juin 2009      | Delta IV M+(4,2) | 2009-033A          | 2009-                    |                                                                         | Longitude 105°O, en réserve de GOES-Est                                                                                |
| GOES-15 (GOES-P)       | 2b         | 4 mars 2010       | Delta IV M+(4,2) | 2010-008A          | 2011-                    |                                                                         | Longitude 128°O, en réserve de GOES-Ouest                                                                              |
| GOES-Q                 | 2b         | Annulé            | Annulé           | Annulé             | Annulé                   | Annulé                                                                  | Annulé |
| GOES-16 (GOES-R)       | 3          | 19 novembre 2016  | Atlas V 541      | 2016-071A          | 2017-                    |                                                                         | Longitude 75,2°O (GOES-Est)                                                                                            |
| GOES-17 (GOES-S)       | 3          | 1er mars 2018     | Atlas V 541      | 2018-022A          | 2018-                    |                                                                         | Longitude 137,2°O (GOES-Ouest). Placé en réserve après que GOES-18 entre en service.                                   |
| GOES-18                | 3          | 1 mars 2022       | Atlas V 541      | 2022-021A          | 2022                     |                                                                         | Fonctionne en tandem avec GOES-16 sur la position GOES Ouest.                                                          |
| GOES-U / 19            | 3          | 25 juin 2024      | Falcon Heavy     | 2024-119A          | 2024                     | Emporte un coronographe pour détecter les éruptions solaires            | Doit occuper la position GOES Est à l'issue de la phase de vérification en orbite. Dernier satellite de la série GOES. |